# Stiftung Digger

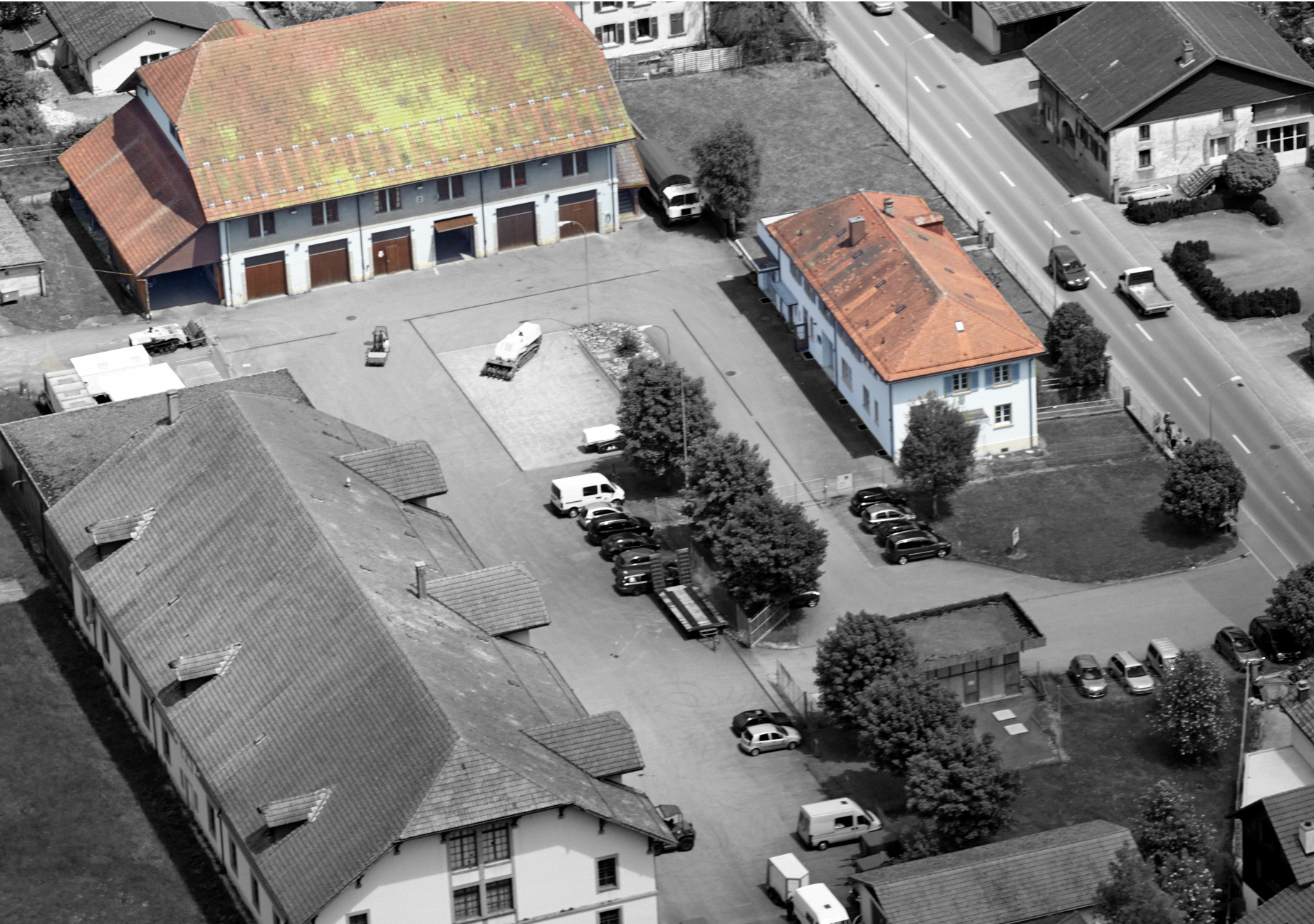
Verwaltung und Produktion der Stiftung Digger in Tavannes

Die Stiftung Digger ist eine nicht gewinnorientierte Organisation mit Sitz in Tavannes im Berner Jura, deren Gemeinnützigkeit in der Schweiz anerkannt ist. Sie fördert technologische Hilfsprojekte im Bereich der humanitären Minenräumung. Unter dem Namen DIGGER DTR entwickelt, realisiert und vertreibt sie Minenräumgeräte. Die Maschinen unterstützen die Minenräumer und machen ihre Arbeit effektiver, weniger gefährlich und kostengünstiger.

## Entwicklungsgeschichte

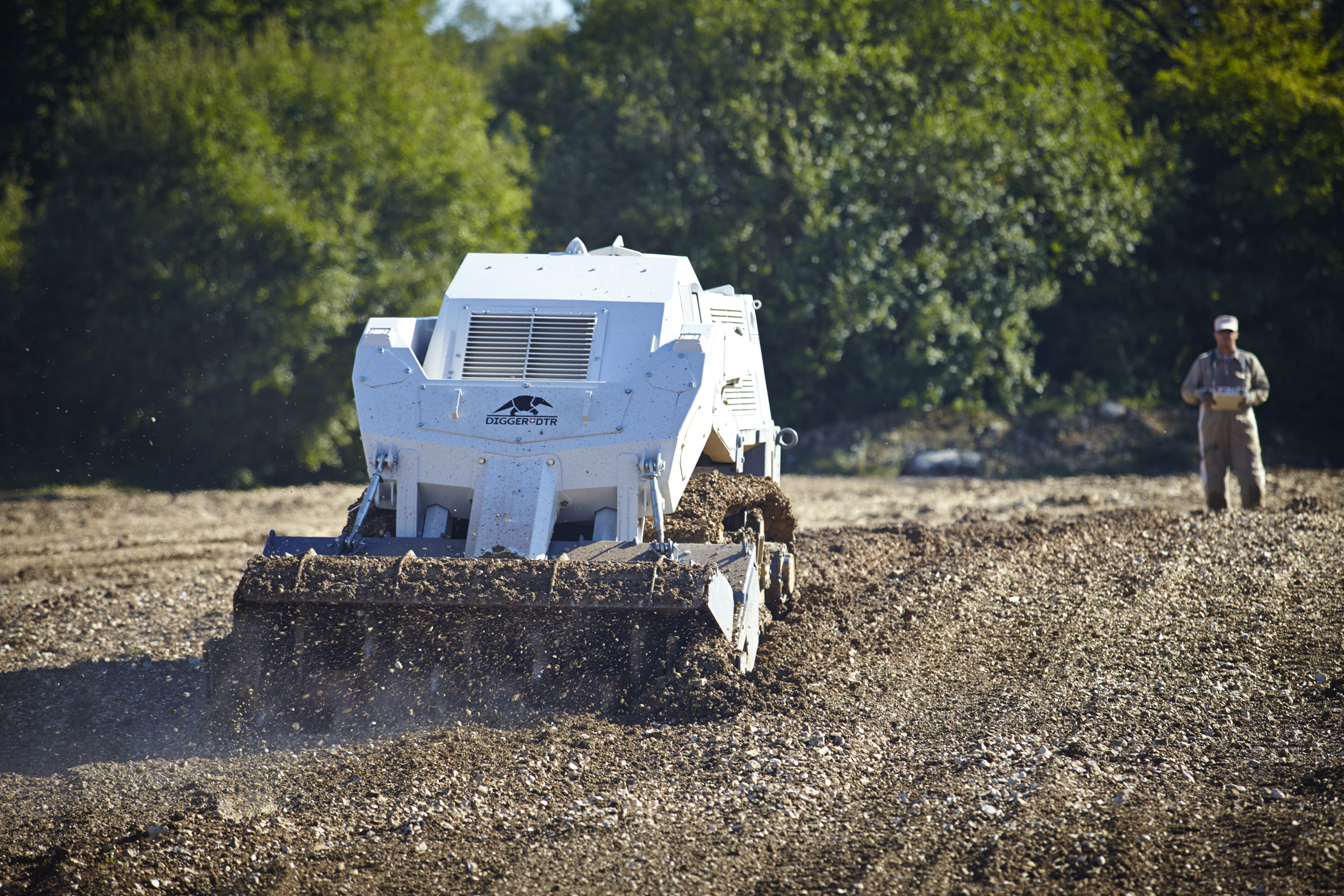
DIGGER D-250_3

Das von Digger entwickelte gepanzerte Gerät hält Explosionen stand, ist dabei aber leicht genug um in Regionen transportiert zu werden, wo die Verkehrswege sehr weit von den westlichen Standards entfernt sind.
Um die Sicherheit des Bedieners zu garantieren, wird das Fahrzeug ferngesteuert, so dass er einen ausreichenden Abstand zur Gefahrenzone hat. Das Fahrzeug ist mit einer Vorrichtung ausgestattet, die selbst die dichteste Vegetation rodet und den Boden bis in eine Tiefe von 25 cm zermalmt. Diese Methode neutralisiert Minen und bereitet das Terrain gleichzeitig auf eine nachfolgende Kontrolle bei optimalen Bedingungen vor. Es ist diese letzte Phase, die es erlaubt, die Zone gemäß den geltenden, äußerst strengen Normen für die humanitäre Minenräumung als definitiv gesichert zu erklären.
2023 wurde erstmals ein Gerät an ein Land geliefert, das sich noch im Krieg befand, die Ukraine.
Bekannte "Botschafter" der Stiftung sind unter anderem Adolf Ogi, Claude Nicollier, Didier Cuche, Jean-Daniel Gerber und René Felber (†).

## Expo Digger

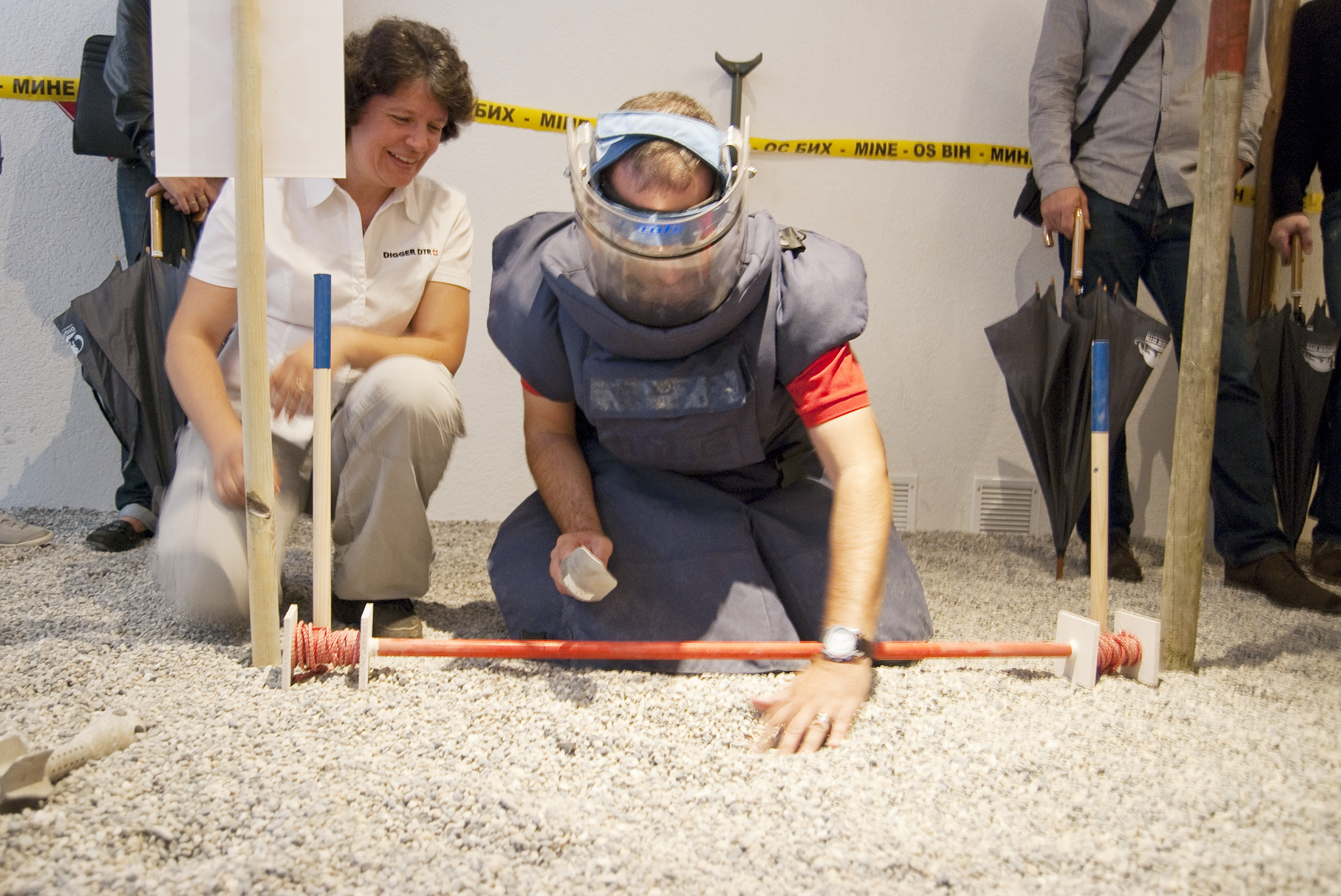
Expo Digger

Neben ihrer aktiven Rolle vor Ort setzt sich Digger dafür ein, anlässlich von vielen Konferenzen auf die Problematik der Minen hinzuweisen. Hierzu hat Digger im Mai 2011 ein Museum ins Leben gerufen.
Die Digger Expo befindet sich am gleichen Standort wie die Produktion in Tavannes. Zum 20-jährigen Bestehen der Stiftung wurden 2018 etliche Ausstellungstage der Digger Expo bekanntgegeben.

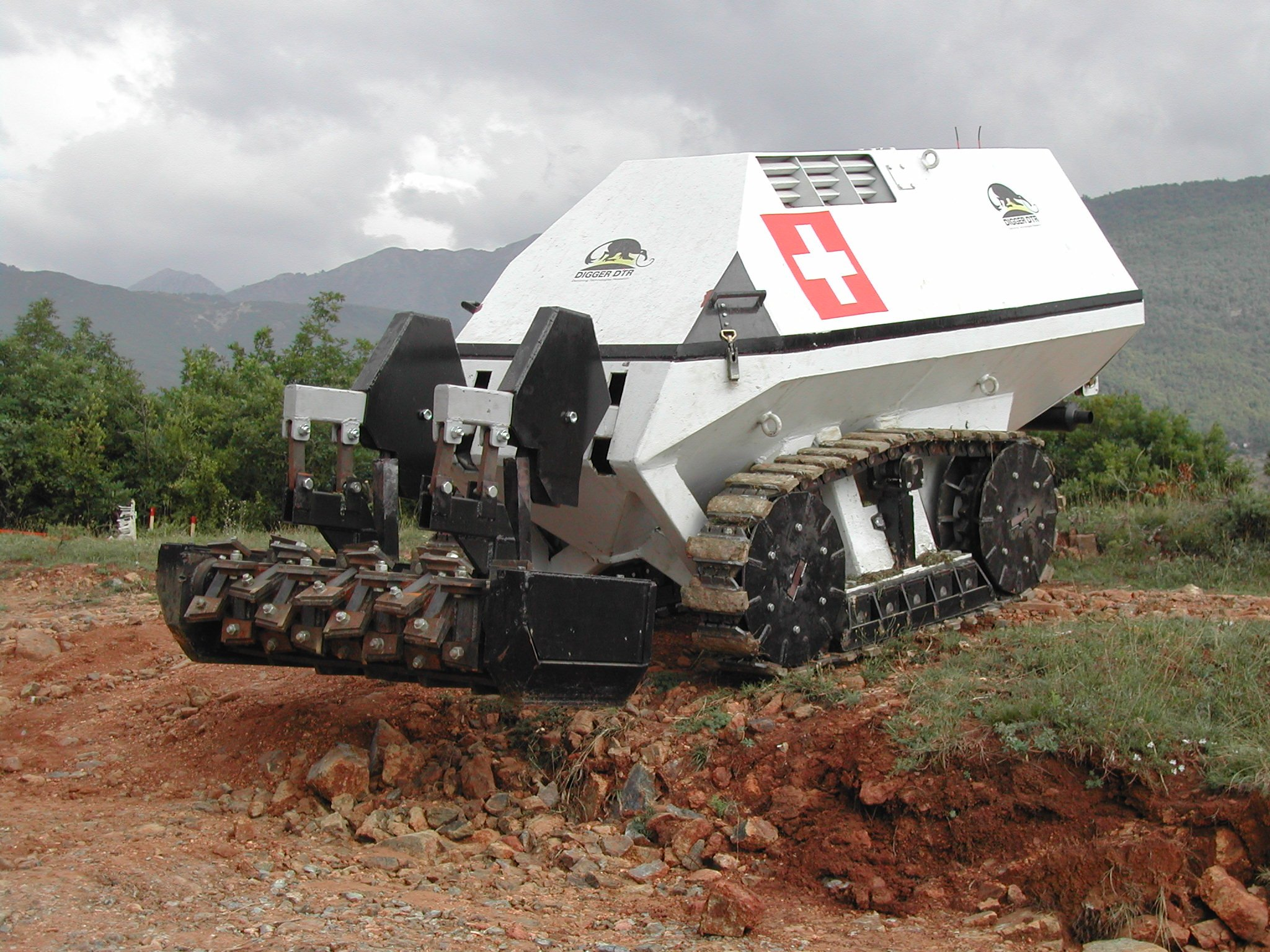
DIGGER D-1
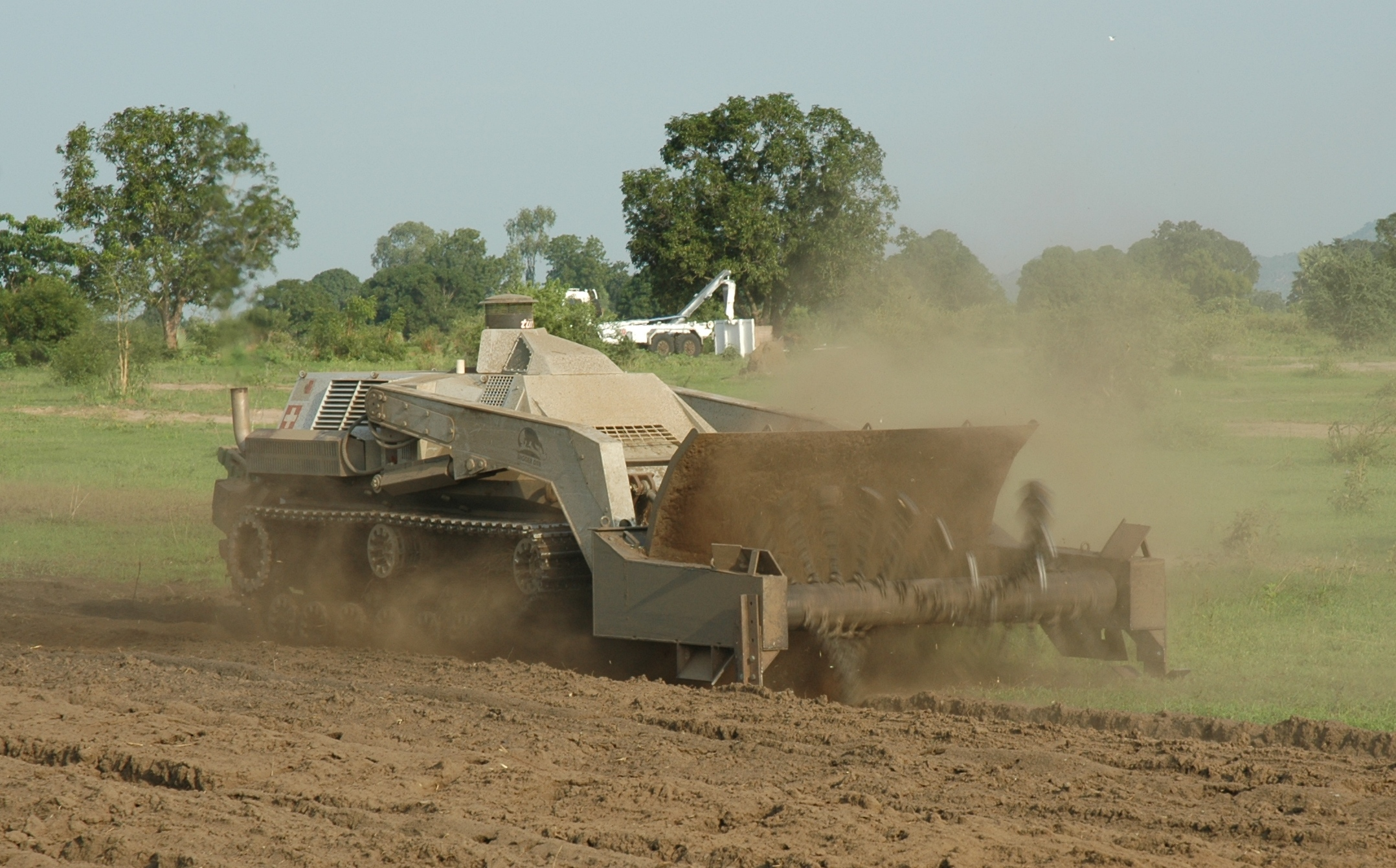
DIGGER D-2
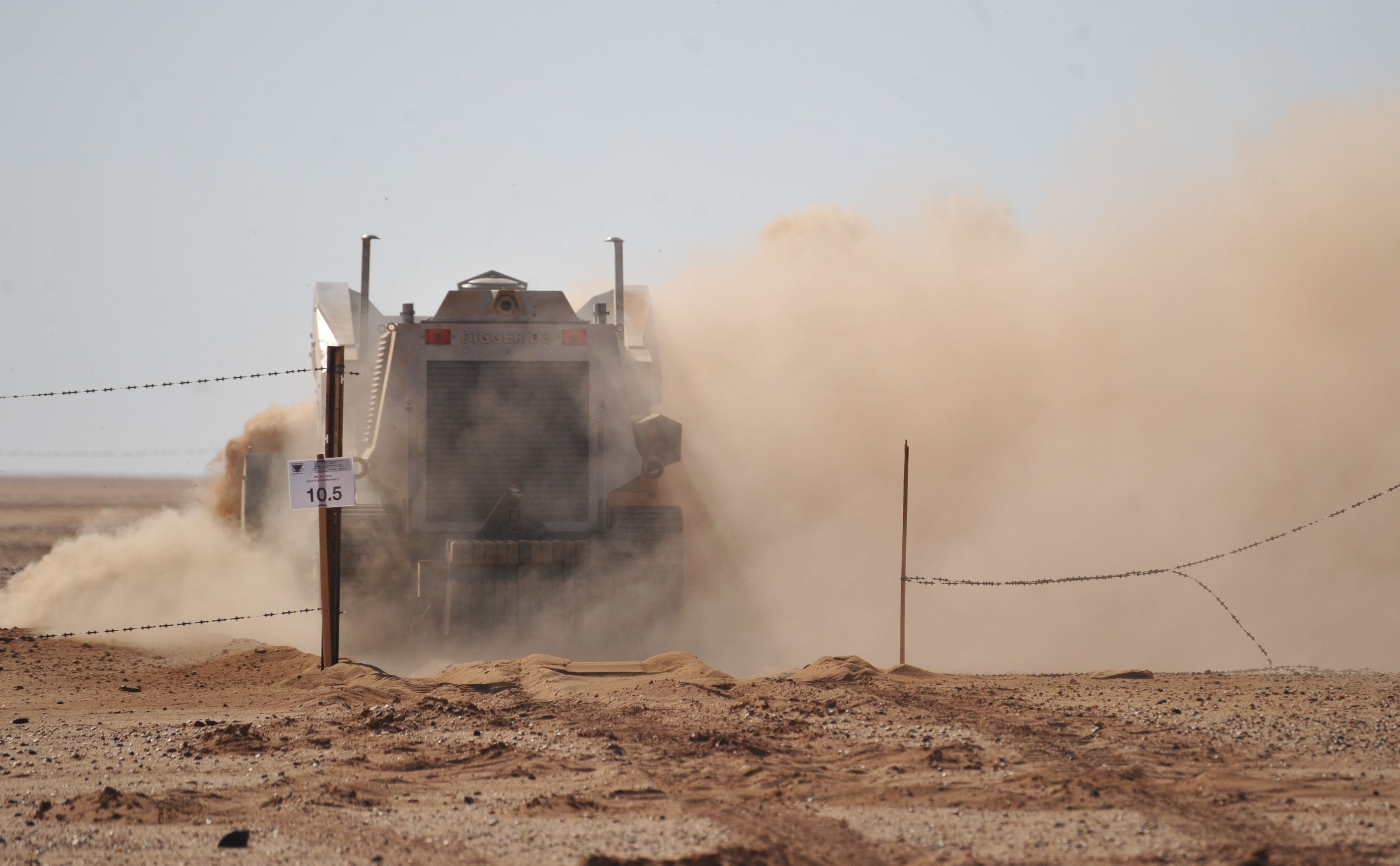
DIGGER D-3
DIGGER D-250_2